# Haßloch
Haßloch [ˈhaslɔx] ist eine verbandsfreie Gemeinde im Südosten des Landkreises Bad Dürkheim nahe dem Ballungszentrum Mannheim/Ludwigshafen am Rhein. Haßloch ist mit rund 20.000 Einwohnern die größte Kommune des Landkreises, noch vor der Kreisstadt Bad Dürkheim, und gemäß Landesplanung als Mittelzentrum ausgewiesen.
Der Ort ist aus einem Kern gewachsen und wird zusammen mit seiner Einwohnerzahl in dieser Eigenschaft auch als das „größte Dorf“ Deutschlands bezeichnet. Haßloch ist jedoch nicht die einwohnerstärkste Gemeinde Deutschlands ohne Stadtrecht – das ist das 1972 aus 19 Einzelgemeinden gebildete und heute über 40.000 Einwohner zählende Seevetal in Niedersachsen.
Haßloch diente von 1986 bis 2021 in der Marktforschung als deutsche Durchschnittsgemeinde. Danach wurde der lokale Testmarkt durch softwarebasierte Marktforschung mit weltweiten Datenpartnern ersetzt.

## Geographie

### Lage
Haßloch liegt östlich von Neustadt an der Weinstraße und ist ein Teil der Metropolregion Rhein-Neckar südwestlich von Mannheim und Ludwigshafen. Haßloch ist im Ganzen eine zusammenhängende Siedlungsfläche, der südöstlichste Teil Haßlochs, die sogenannte Wehlachsiedlung, liegt etwas abseits. Nachbargemeinden sind – im Uhrzeigersinn – Meckenheim, Böhl-Iggelheim, Hanhofen und Neustadt an der Weinstraße. Südlich des Siedlungsgebiets erstreckt sich der Ordenswald.

### Gewässer

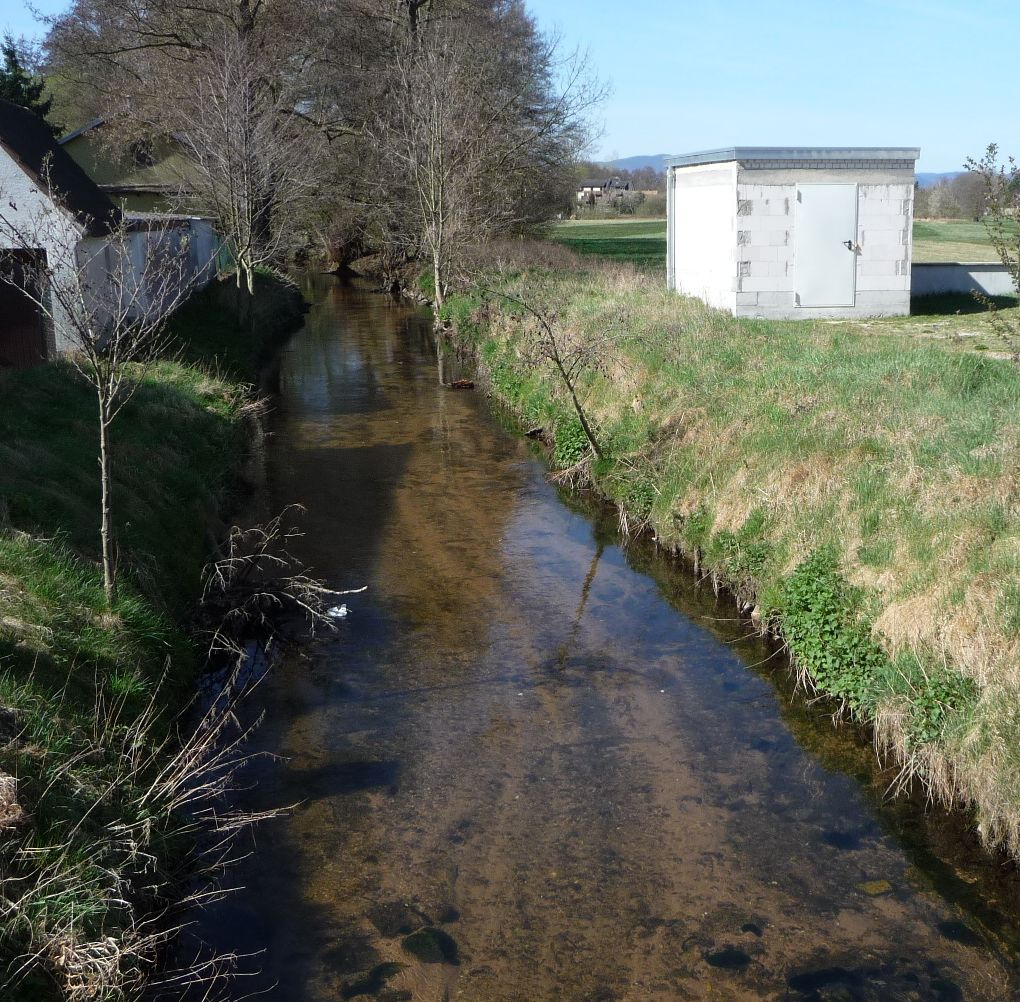
Rehbach innerhalb der Haßlocher Gemarkung

Der Speyerbach bildet im Süden die Gemarkungsgrenze zu Neustadt; von ihm zweigen nach links der Ranschgraben und der Kandelgraben ab. Der Rehbach streift den südlichen Rand des Siedlungsgebiets. Von diesem wird im Westen des Gemeindegebiets nach links der Landwehrgraben abgeleitet. Am östlichen Siedlungsrand entspringt der Steinbach, der zum Rehbach fließt.

## Geschichte

### Frühgeschichte und Mittelalter
Um 5000 v. Chr. existierte auf der Gemarkung der heutigen Gemeinde eine erste linienbandkeramische Siedlung mit Langhäusern. Zudem wurden auf dem Gemeindegebiet die altertümliche Bronzeräder von Haßloch entdeckt. Rund 4100 Jahre später ist außerdem eine keltische Siedlung nachgewiesen.
Während der ersten vier Jahrhunderte nach der Zeitenwende besiedelten die Römer das Gebiet. Um 500 folgte die Vertreibung der Alemannen durch die Franken, ehe ein Jahrhundert später das Dorf vermutlich nahe der heutigen Weisengasse gegründet wurde.
Die erste urkundliche Erwähnung erfolgte 773 und 774 als „Hasalaha“. 985 wurde Haßloch Opfer des Salischen Kirchenraubs. Etwa um das Jahr 1100 ist der Status Haßlochs als Reichsdorf nachweisbar. 1186 übernachtete Kaiser Friedrich I. Barbarossa vor Ort. Im Zuge der Verpfändung durch Kaiser Ludwig den Bayern gelangte Haßloch schließlich an die Kurpfalz und 1410 zum neu geschaffenen Fürstentum Pfalz-Simmern-Zweibrücken, wo es ein Amt beherbergte.
Von 1421 bis 1461 bestand die  Burg Haßloch
der Grafen von Leiningen. Sie wurde durch Kurfürst Friedrich I von der Pfalz zerstört.

### Neuzeit
1621 wurde das Dorf im Dreißigjährigen Krieg durch die Spanier verwüstet, ebenso 68 Jahre später im Pfälzischen Erbfolgekrieg unter Beteiligung Frankreichs. 1797 endete die Doppelherrschaft von Kurpfalz und Leiningen über Haßloch.
Von 1798 bis 1814, als die Pfalz während der Franzosenzeit zur Ersten Französischen Republik (bis 1804) und anschließend zum Napoleonischen Kaiserreich gehörte, war die Gemeinde Teil des Kantons Neustadt im Departement Donnersberg und bildete eine eigene Mairie. 1815 wurde der Ort Österreich zugeschlagen, bereits ein Jahr später fiel das Dorf wie die gesamte Pfalz an das Königreich Bayern. Von 1818 bis 1862 war es Bestandteil des Landkommissariats Neustadt, das anschließend in ein Bezirksamt umgewandelt wurde.
Ab 1939 war Haßloch Bestandteil des Landkreises Neustadt an der Weinstraße. Nach dem Zweiten Weltkrieg wurde Haßloch Teil der französischen Besatzungszone und ein Jahr später Teil von Rheinland-Pfalz. Im Zuge der ersten rheinland-pfälzischen Verwaltungsreform wechselte der Ort 1969 in den neu geschaffenen Landkreis Bad Dürkheim.

### Namensherkunft
Der frühere, althochdeutsche Ortsname „Hasalaha“ bedeutet so viel wie „durch Haselgebüsch fließendes Gewässer“. „Hasal“ ist die althochdeutsche Bezeichnung für den Haselstrauch, „aha“ heißt so viel wie „Wasser“ oder „Bach“. Durch Lautverschiebungen und Veränderungen der Schreibweise entstand so zunächst (um 900 dokumentiert) der Name „Haselach“ und schließlich der heutige Ortsname „Haßloch“.

### Einwohnerentwicklung
Die Entwicklung der Einwohnerzahl von Haßloch. Die Werte von 1871 bis 1987 beruhen auf Volkszählungen:
| Haßloch: Einwohnerzahlen von 1815 bis 2023 | Haßloch: Einwohnerzahlen von 1815 bis 2023 | Haßloch: Einwohnerzahlen von 1815 bis 2023 | Haßloch: Einwohnerzahlen von 1815 bis 2023 | Haßloch: Einwohnerzahlen von 1815 bis 2023 |
| ------------------------------------------ | ------------------------------------------ | ------------------------------------------ | ------------------------------------------ | ------------------------------------------ |
| Jahr                                       |                                            |                                            |                                            | Einwohner                                  |
| 1815                                       | 1815                                       |                                            | 3.560                                      | 3.560                                      |
| 1835                                       | 1835                                       |                                            | 4.772                                      | 4.772                                      |
| 1871                                       | 1871                                       |                                            | 5.144                                      | 5.144                                      |
| 1905                                       | 1905                                       |                                            | 7.115                                      | 7.115                                      |
| 1939                                       | 1939                                       |                                            | 10.971                                     | 10.971                                     |
| 1950                                       | 1950                                       |                                            | 12.291                                     | 12.291                                     |
| 1961                                       | 1961                                       |                                            | 15.350                                     | 15.350                                     |
| 1970                                       | 1970                                       |                                            | 17.864                                     | 17.864                                     |
| 1987                                       | 1987                                       |                                            | 18.502                                     | 18.502                                     |
| 1997                                       | 1997                                       |                                            | 20.683                                     | 20.683                                     |
| 2005                                       | 2005                                       |                                            | 20.722                                     | 20.722                                     |
| 2011                                       | 2011                                       |                                            | 19.847                                     | 19.847                                     |
| 2016                                       | 2016                                       |                                            | 20.460                                     | 20.460                                     |
| 2023                                       | 2023                                       |                                            | 20.450                                     | 20.450                                     |
|                                            |                                            |                                            |                                            |                                            |

1993 überschritt erstmalig die Anzahl der Einwohner die Grenze von 20.000.

### Konfessionsstatistik
Laut Zensus 2011 waren im Jahr 2011 47,3 % der Einwohner evangelisch und 26,1 % römisch-katholisch, 26,6 % waren konfessionslos, gehörten einer anderen Glaubensgemeinschaft an oder machten keine Angabe. Im Juni 2025 waren von den Einwohnern 33,3 % evangelisch und 19,6 % katholisch, 47,1 % waren konfessionslos oder gehörten einer anderen Glaubensgemeinschaft an. Der Anteil der evangelischen und katholischen Kirchenmitglieder an der Gesamtbevölkerung ist demnach im beobachteten Zeitraum gesunken.

## Religion

### Die Kirchengemeinden
Haßloch war infolge der Herrschaft der Grafen von Leiningen eine protestantische Gemeinde, wie man an den alten evangelischen Kirchenbauten – im Unterschied zum neueren Bau der katholischen Gemeinde – erkennt. Im Gegensatz hierzu ist die evangelische Pauluskirche modern gehalten; die katholische St.-Ulrich-Kirche ist ein älterer Bau.

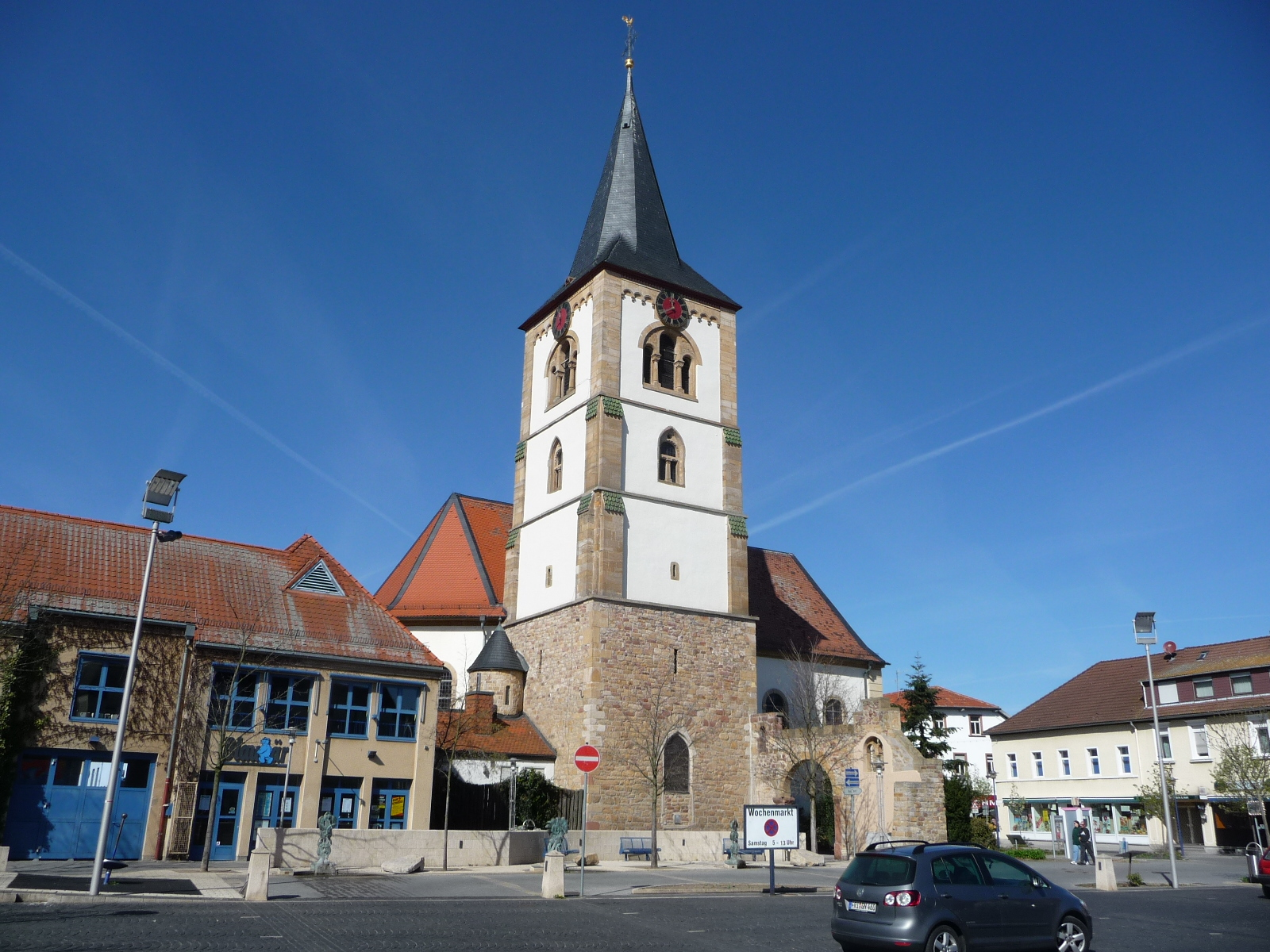
Evangelische Christuskirche Haßloch
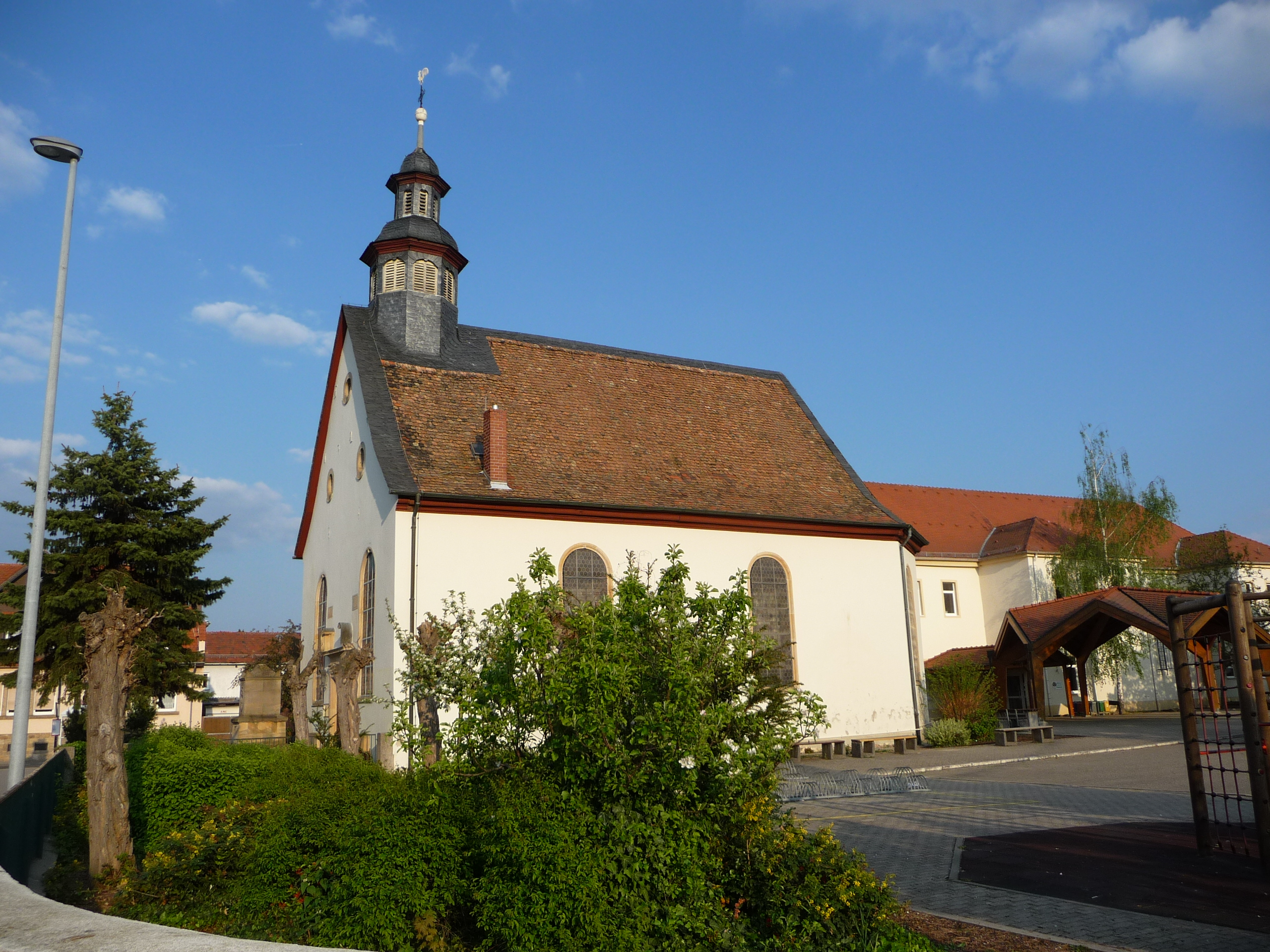
Evangelische Lutherkirche
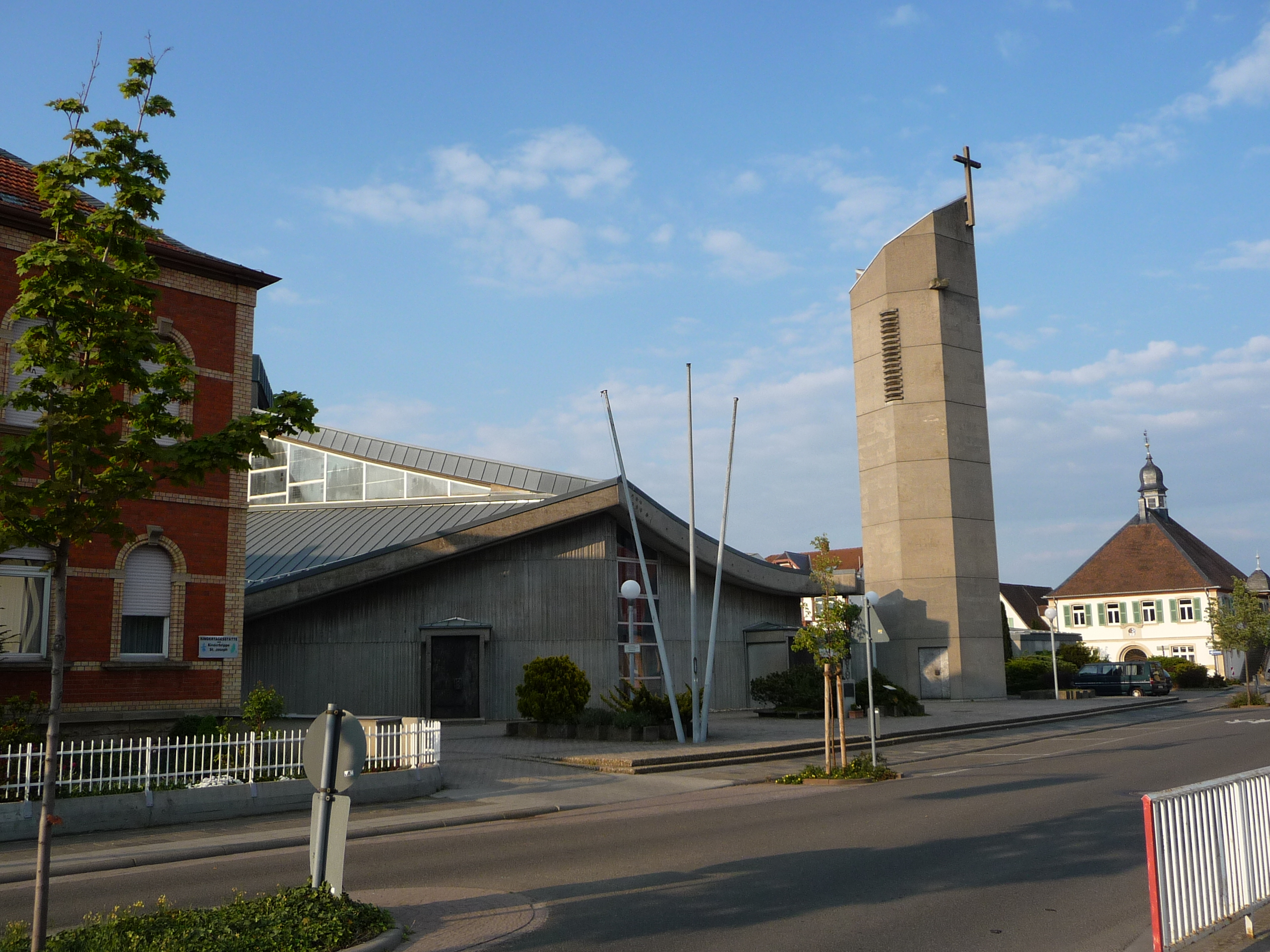
Römisch-katholische St.-Gallus-Kirche

### Die jüdische Gemeinde
Die bis 1938/1940 vor Ort ansässige jüdische Gemeinde hat ihre Wurzeln im ersten Viertel des 18. Jahrhunderts. Sie besaß eine Synagoge, die 1938 den Novemberpogromen zum Opfer fiel. Ab 1821 verfügte sie über einen Friedhof, auf dem bis 1944 Bestattungen stattfanden. Zudem hatte sie eine jüdische Schule und ein rituelles Bad.

## Politik
Bei Bundestagswahlen gehört Haßloch zum Wahlkreis Neustadt – Speyer und bei Landtagswahlen zum Wahlkreis Neustadt an der Weinstraße.

### Gemeinderat

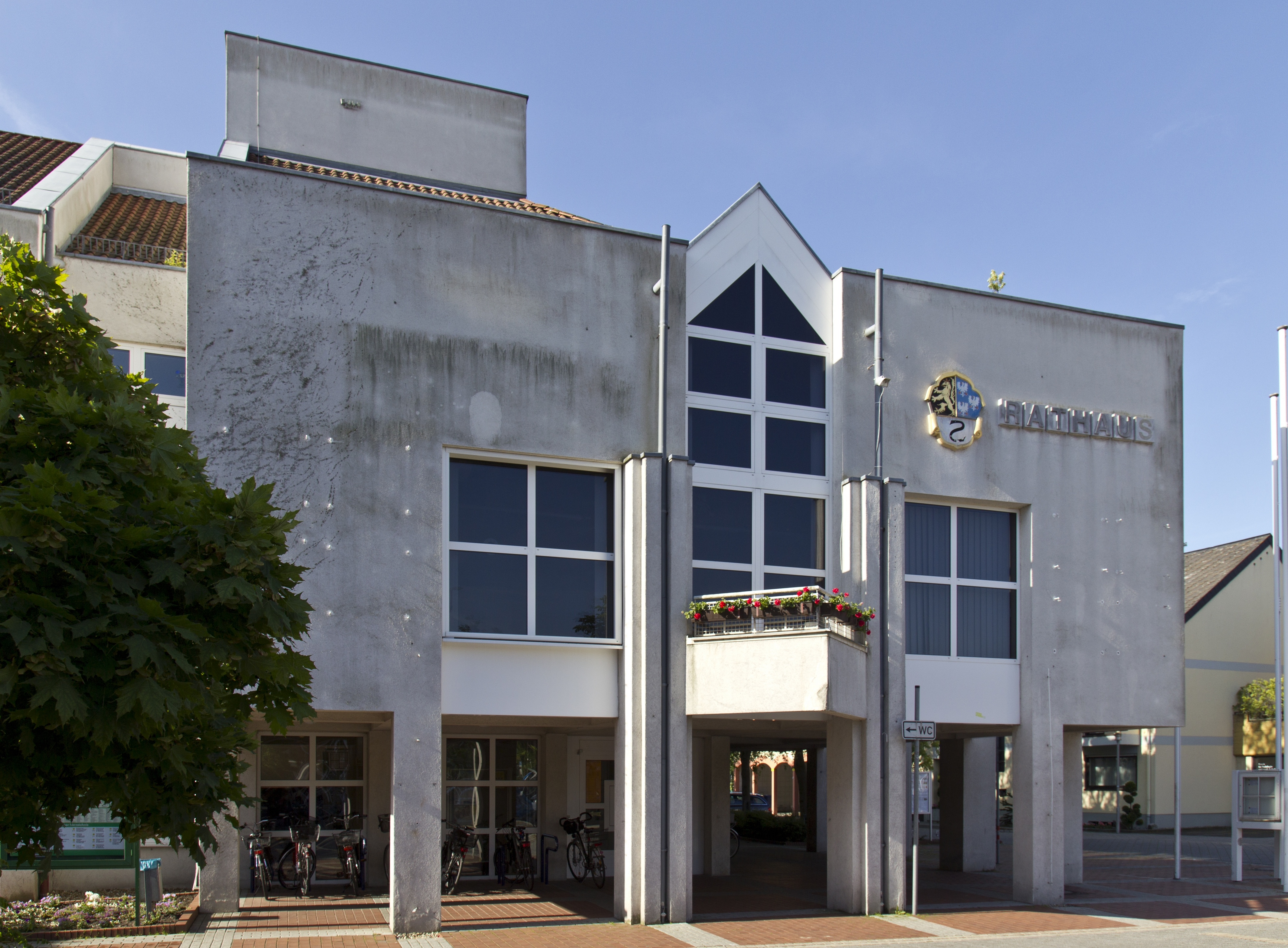
Rathaus

Der Gemeinderat in Haßloch besteht aus 36 ehrenamtlichen Ratsmitgliedern, die bei der Kommunalwahl am 9. Juni 2024 in einer personalisierten Verhältniswahl gewählt wurden, und dem hauptamtlichen Bürgermeister als Vorsitzendem.
Die Sitzverteilung im Gemeinderat:
| Wahl | SPD | CDU | AfD | GRÜNE | FDP | LINKE | PIRATEN | FWG1 | HLL2 | DUH3 | Gesamt   |
| ---- | --- | --- | --- | ----- | --- | ----- | ------- | ---- | ---- | ---- | -------- |
| 2024 | 6   | 11  | 8   | 4     | 1   | –     | –       | 4    | 2    | –    | 36 Sitze |
| 2019 | 6   | 8   | 6   | 7     | 2   | –     | –       | 4    | 3    | –    | 36 Sitze |
| 2014 | 10  | 13  | –   | 4     | 1   | 1     | 1       | 3    | 3    | –    | 36 Sitze |
| 2009 | 11  | 13  | –   | 3     | –   | 1     | –       | 3    | 4    | 1    | 36 Sitze |
| 2004 | 13  | 17  | –   | 2     | –   | –     | –       | –    | 4    | –    | 36 Sitze |

1 FWG = Freie Wählergruppe Haßloch e. V.

2 HLL = Haßlocher Liste e. V.

3 DUH = Die Unabhängigen e. V.

### Bürgermeister
Tobias Meyer wurde am 16. Dezember 2020 Bürgermeister von Haßloch. Bei der Stichwahl am 22. November 2020 hatte er sich mit 56,65 Prozent der Stimmen durchgesetzt, nachdem bei der Direktwahl am 8. November keiner der ursprünglich drei Bewerber eine ausreichende Mehrheit erreichte.
Meyers Vorgänger Lothar Lorch war am 16. Juni 2013 zum Bürgermeister gewählt worden. Er löste Hans-Ulrich Ihlenfeld in diesem Amt ab. Ihlenfeld war von 2004 bis zu seiner Ernennung zum Landrat des Landkreises Bad Dürkheim am 17. April 2013 im Amt.

### Jugendgemeinderat
Der Jugendgemeinderat Haßloch (bis 1999 „Kinder- & Jugendgemeinderat Haßloch“) wurde am 17. Mai 1995 vom Gemeinderat beschlossen und eingerichtet. Die Initiative dazu ging 1993 vom Jugenddezernenten Jürgen Hurrle aus, der beklagte, dass viele Maßnahmen beschlossen wurden, die Jugendliche betrafen, ohne diese in die Entscheidungen einzubinden. Als einer der ersten rheinland-pfälzischen Jugendgemeinderäte nahm er in den Folgejahren eine Vorbildfunktion ein.
Der Jugendgemeinderat vertritt beratend die Belange und Interessen der Haßlocher Jugendlichen gegenüber der Gemeinde, entweder eigenständig oder über die ständigen Mitglieder im Sozialausschuss und im Partnerschaftsbeirat. Er soll die Jugendlichen mit demokratischen Entscheidungsstrukturen vertraut machen und Interesse an kommunalen Aufgabenstellungen wecken. Er ist ein unparteiisches Gremium und besteht aus 15 Mitgliedern (Stand 2006).
Als weitere Aktivitäten werden wahrgenommen:
- Aktivitäten gegen Rassismus
- Podiumsdiskussionen vor Wahlen
- Sportereignisse (Fußball- und Beach-Volleyballturniere)
- Freizeitveranstaltungen und Feste

### Bürgerschaftliches Engagement
Das Lokale Bündnis für Familie läuft in Haßloch seit dem Jahr 2006. Es dient der Förderung der Familien und des bürgerschaftlichen Engagements in Zusammenarbeit mit Politik, Verwaltung, Bürgern, Bildungseinrichtungen und Vereinen.

### Wappen
| Wappen von Haßloch | Blasonierung: „Geteilt und oben von Schwarz und Blau gespalten, oben rechts ein rotbewehrter, -bezungter und -bekrönter goldener Löwe, links drei rotbewehrte silberne Adler 2:1, unten in Silber ein gekrümmter schwarzer Haken in Form eines spiegelverkehrten Großbuchstabens S“ |
| Wappen von Haßloch | Wappenbegründung: Das Wappen wurde 1926 vom Hauptstaatsarchiv München entworfen, aber vom Gemeinderat Haßloch abgelehnt, weil „die Erinnerungen an die Leininger nicht gerade die besten seien“. 1938 wurde der Beschluss aufgehoben. Das Wappen wurde am 2. April 1938 vom zuständigen Reichsstatthalter in München genehmigt. Es zeigt den goldenen Löwen der Kurpfalz und daneben die drei silbernen Adler der Leininger Grafen. Der Doppelhaken in Form eines verkehrten römischen „S“ geht zurück auf das Gerichtssiegel der Pflege Haßloch. |

### Gemeindepartnerschaften
Haßloch unterhält Partnerschaften mit folgenden Gemeinden:
- Viroflay, Département Yvelines, Region Île-de-France, Frankreich
- Gebesee, Thüringen, Deutschland
- Silifke, Türkei
- Gmina Wołczyn (deutsch Konstadt), Polen

## Kultur

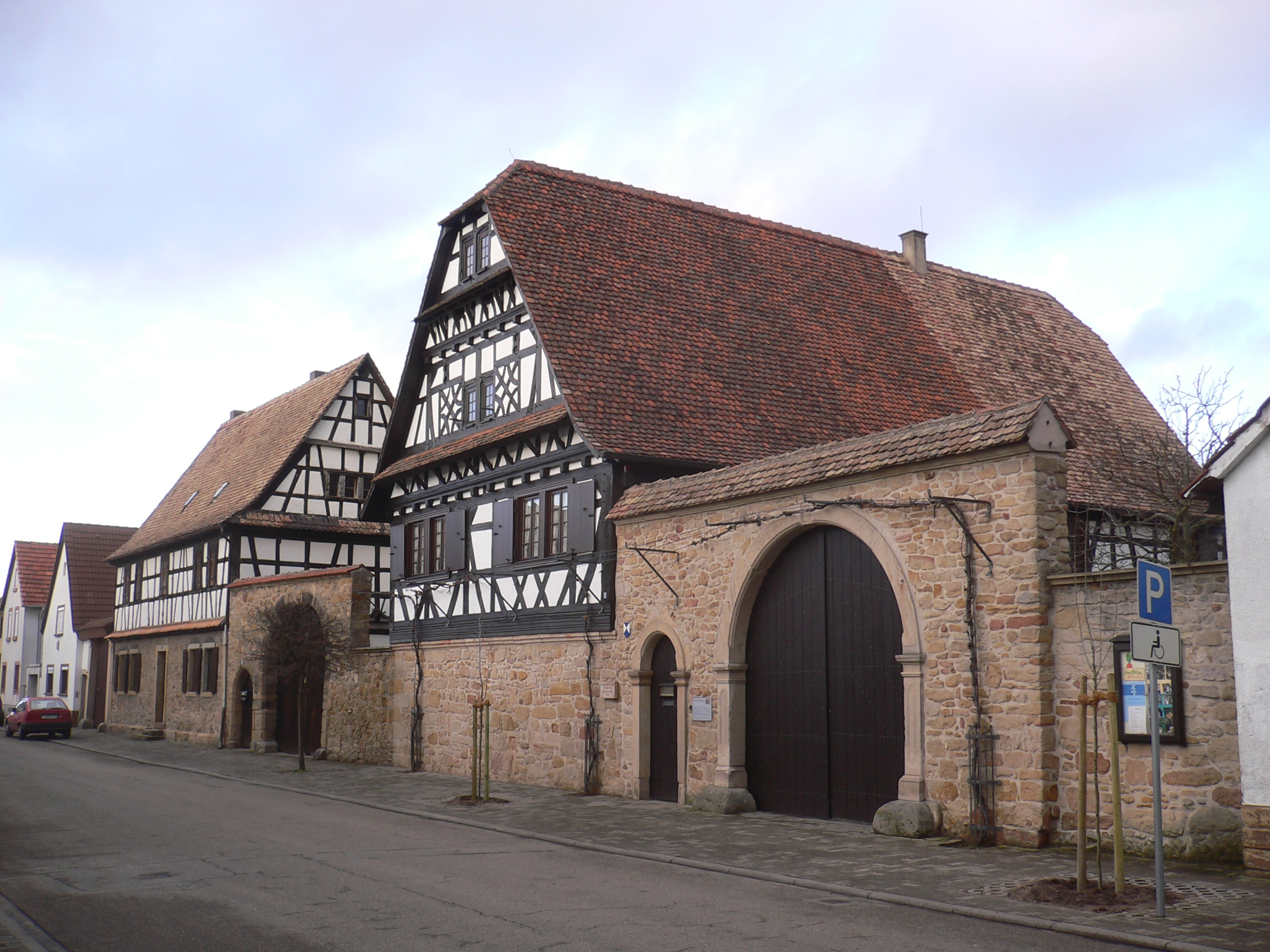
Haßlochs älteste Häuser in der Gillergasse, rechtes Haus von 1599

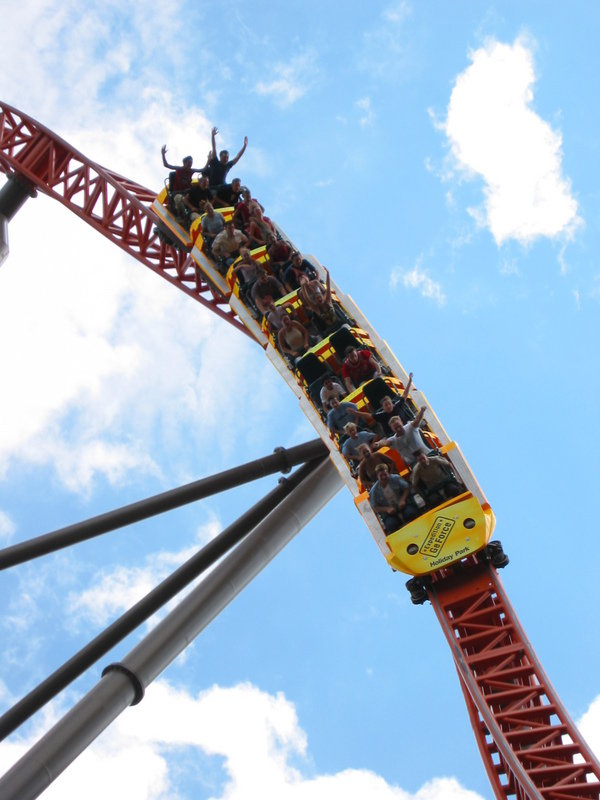
Achterbahn, Plopsaland Deutschland

### Kulturdenkmäler
Der alte Friedhof, die Heinrich-Brauch-Straße, der jüdische Friedhof, der Ortskern und die Langgasse sind jeweils als Denkmalzonen ausgewiesen.
Hinzu kommen außerdem zahlreiche Einzelobjekte, die unter Denkmalschutz stehen, darunter das älteste Haus Haßlochs. Dabei handelt es sich um einen Dreiseithof aus dem Jahre 1599, mit einer die Straße beherrschenden Fassade und einem mächtigen Tor. Es ist seit 1986 als Heimatmuseum und Kulturzentrum allgemein zugänglich. Das Innenleben des Hauses wurde wiederhergestellt und gewährt Einblick in die damaligen Lebensverhältnisse in einem solchen Haus.
Weitere denkmalgeschützte Objekte sind unter anderem das alte Rathaus, die Fronmühle und die Sägmühle.

### Natur
Einziges Naturdenkmal vor Ort ist eine 150-jährige Trauerweide in der Nähe der Fronmühle. Das Naturschutzgebiet Lochbusch-Königswiesen erstreckt sich teilweise über die Gemeindegemarkung.

### Veranstaltungen
Im Mai finden das Weinfest „Leisböhler Weintage“ statt. Das „Andechser Bierfest- und Straßenfest“ im September wird von bis zu 60.000 Gästen besucht und ist auch über die Grenzen der Pfalz hin bekannt. Im Dezember findet der Weihnachtsmarkt der 1000 Lichter statt. Vor Ort existiert zudem ein Posaunenchor, der Mitglied im Gnadauer Posaunenbund ist.

### Freizeit- und Sportanlagen
In der Nähe von Haßloch liegt das Plopsaland Deutschland (bis 28. Juni 2025 „Holiday Park“), eine Freizeitparkanlage mit Fahrgeschäften wie dem Free Fall Tower, einer Wildwasserbahn und der Achterbahn Expedition GeForce.
Haßloch hat mit dem „Badepark“ ein Hallen- und Freizeitbad mit Außenanlage und Sauna-Landschaft. Des Weiteren gibt es in Haßloch mehrere Theaterbühnen. Im gesamten Ortsgebiet existieren Spielplätze und Sportflächen, in die auch der südlich liegende Wald zum Beispiel mit dem „Trimm-Dich-Pfad“ einbezogen ist.
Mit dem TSG Sportzentrum besitzt Haßloch ein Trainingszentrum für Handball-, Turn- und Kraftsport. Aushängeschild der TSG Haßloch ist die Handballabteilung, deren erste Mannschaft aktuell in der dritten Handballbundesliga spielt. In den 1950er Jahren galte die Mannschaft als deutsche Nationalmannschaft und durfte als erste westdeutsche Mannschaft in die DDR einreisen. Zudem errang die TSG Haßloch die letzte offiziell ausgespielte Meisterschaft im Feldhandball 1975.

#### Galopprennbahn

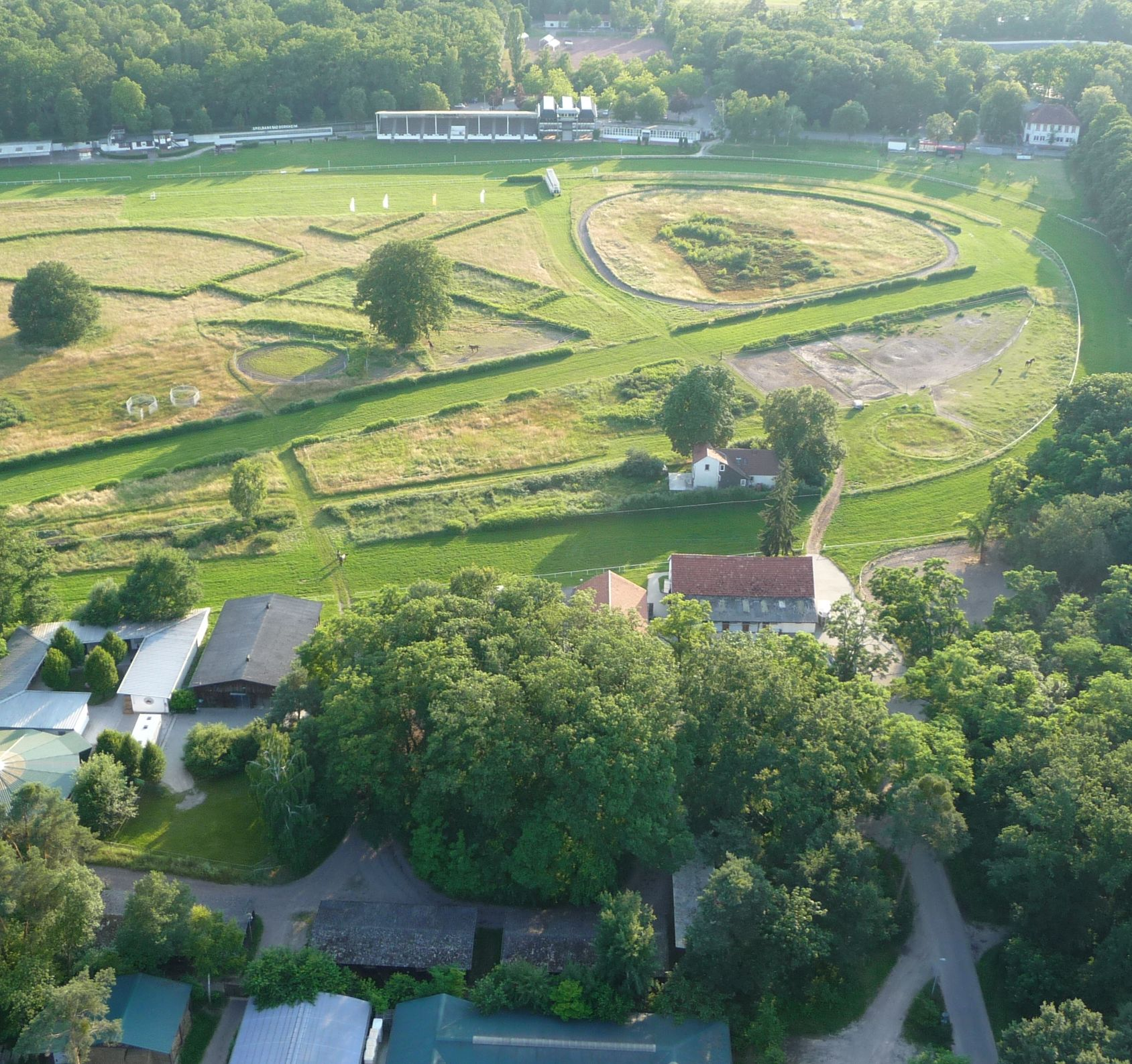
Rennbahn Haßloch, 2010
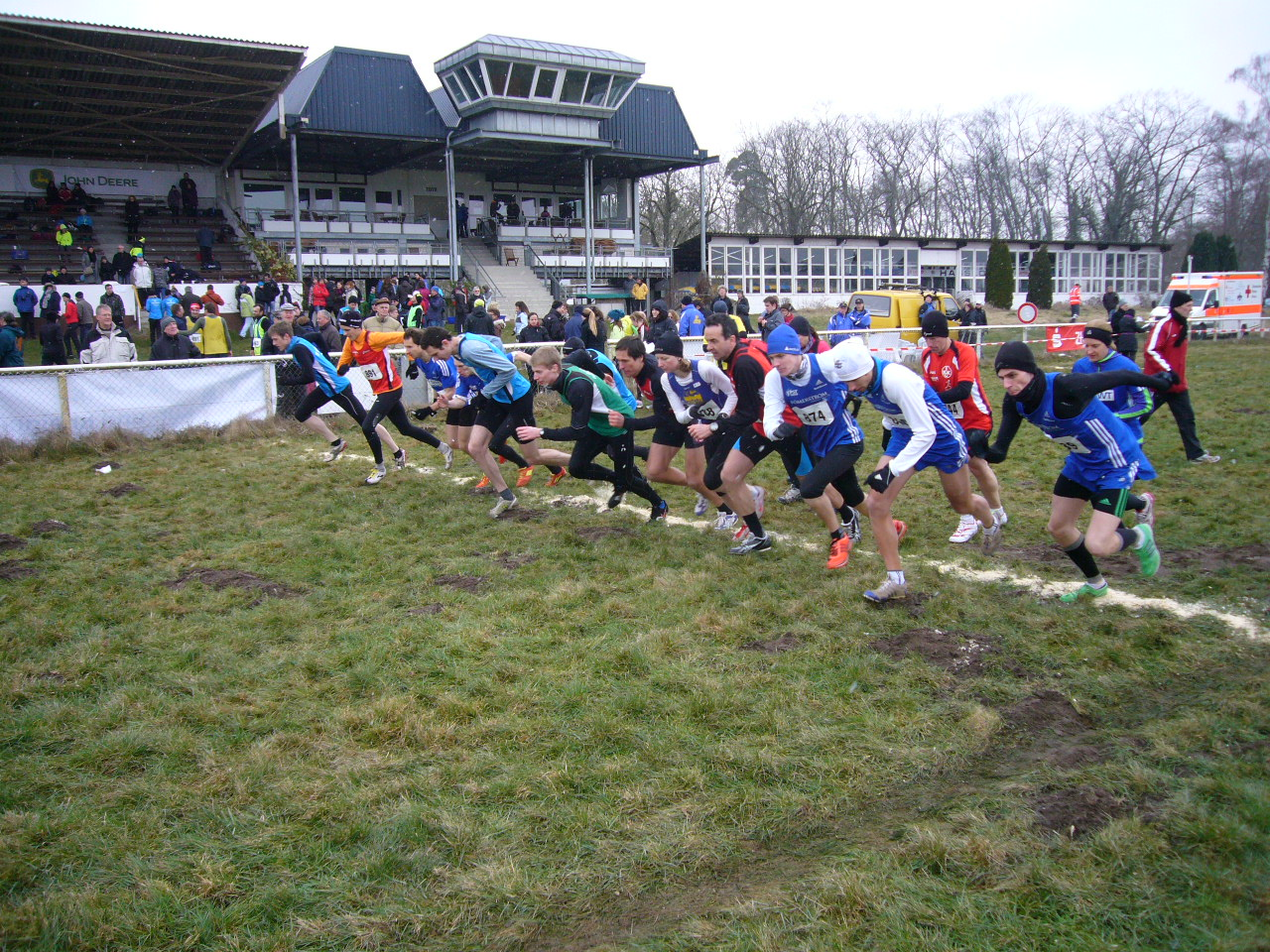
Crossmeisterschaften, 2013

In Haßloch befindet sich eine Pferderennbahn, auf der seit 1885 Galopprennen ausgetragen werden. Der Pfälzischen Rennverein Haßloch e. V. veranstaltet an Christi Himmelfahrt und Ende Juni jeweils einen Renntag. Der Saisonhöhepunkt ist die Haßlocher Meile im Juni. Zudem findet jeden Sommer ein Open-Air-Kino-Event statt.
Die Rennbahn ist auf Gras und ist 1.820 m lang. Damit gehört sie in Süddeutschland nach Baden-Baden und München zu den größten Rennbahnen. Im Innern der Rennbahn verläuft diagonal eine Jagdbahn mit zwölf festen Hindernissen. Für das Training gibt es eine 2.050 m lange Sandbahn, sowie ein ausgedehntes Netz an Waldwegen. Das Gelände fasst 10.000 bis 15.000 Zuschauer. In der Tribüne ist der Totalisator integriert. Auf der Gegenseite befindet sich das Boxendorf für 150 Pferde. Dort befindet sich auch die Trainingszentrale.
Die Rennbahn wird auch für andere Veranstaltungen, beispielsweise Crossläufe, genutzt.

#### Fußball, Cheerleading und Football
In Haßloch gibt es drei Fußballvereine: den 1. FC 08 Haßloch, den VfB 1951 Haßloch und den FV 1921 Haßloch. Dabei beherbergt ersterer neben der Fußballabteilung seit 2012 auch zusätzlich eine Cheerleading-Abteilung und eine American-Football-Abteilung. Die „Hassloch 8-Balls“ treten in der Oberliga Mitte, der vierthöchsten Spielklasse im American Football, an.

## Wirtschaft und Infrastruktur

### Wirtschaft

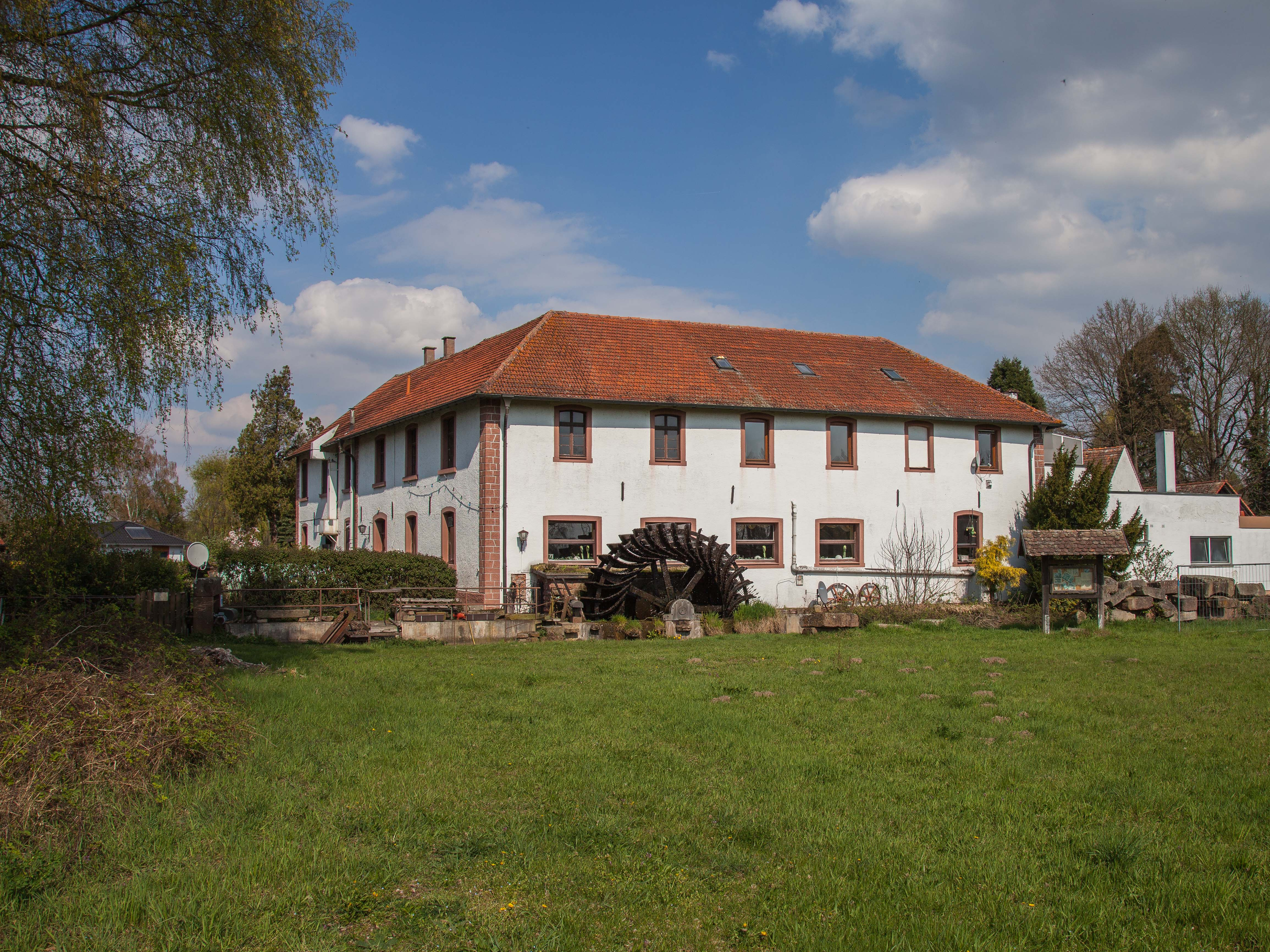
Ehemalige Aumühle

Im Jahr 2022 erzielte Haßloch Einnahmen aus der Gewerbesteuer in Höhe von 9,09 Millionen Euro. Mit einem Gewerbesteuerhebesatz von 380 % liegt die Gemeinde unter dem durchschnittlichen Gewerbesteuerhebesatz Deutschlands. Dieser beträgt 407 % (Stand: 2023).
In früherer Zeit wurden auf dem Gemeindegebiet von Haßloch sechs Mühlen betrieben.
Heute ist die metallverarbeitende Industrie ein wichtiger Wirtschaftssektor in Haßloch, was sich in den drei „großen“ in Haßloch produzierenden Betrieben (Ardagh Group, Gottlieb Duttenhöfer GmbH und der Dinex Deutschland GmbH) zeigt. Mit dem Hasslocher Brauhof, der die Marke Hasslocher produziert, ist außerdem eine Brauerei im Ort ansässig. In Haßloch steht eines der größten und modernsten Getränkedosenwerke der Welt, der Ardagh Group. Unter anderem wurde in Haßloch die erste 0,5-l-Dose (Bierdose) hergestellt. Zudem war die Gemeinde Sitz des von 1902 bis 1905 existierenden Autoherstellers Fischer & Co.
Vereinzelt wird auf der Gemarkung Wein angebaut; Haßloch selbst ist Teil des Weinanbaugebiets Pfalz. Die „Leisböhl“ ist eine Weinlage, die sich im Nordwesten des Gemeindegebiets befindet. Sie ist Teil der Großlage Deidesheimer Hofstück.
Haßloch beherbergt zusammen mit der Nachbargemeinde Böhl-Iggelheim und Neustadt an der Weinstraße den Offenen Kanal Weinstraße, einen der 28 Offenen Kanäle in Rheinland-Pfalz. Die Wasserversorgung wird durch den Wasserturm Duttweiler gewährleistet.

### Haßloch als Testmarkt

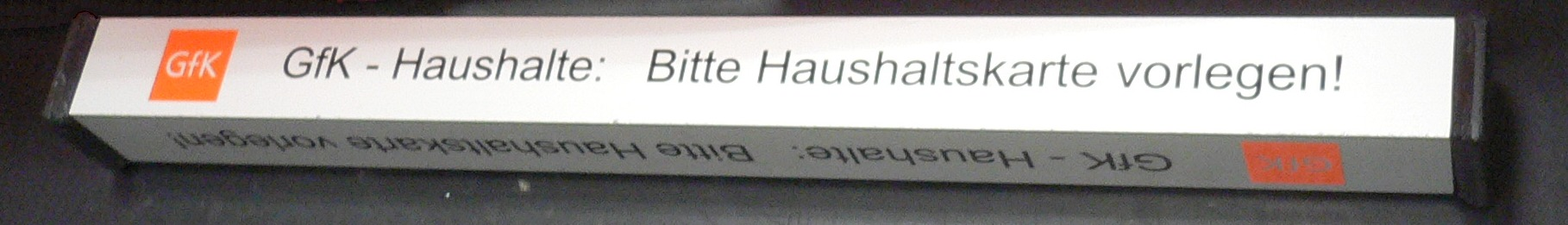
GfK-Testmarkt

Haßloch war von 1986 bis 2021 Testmarkt der Gesellschaft für Konsumforschung (GfK) für neue Markenartikel und Konsumprodukte: Im Haßlocher Einzelhandel waren vorab Produkte erhältlich, die erst in Zukunft in Deutschland eingeführt werden sollten. In das örtliche Fernsehkabelnetz wurden eigens gedrehte Werbefilme für diese Produkte eingeblendet, einzelne Zeitschriften (wie zum Beispiel die Hörzu, Bunte) wurden speziell für Haßloch mit Anzeigen für die neuen Produkte herausgegeben. Einige Bürger besaßen zudem Karten mit Strichcodes, die beim Einkauf gescannt wurden, so dass eine Zuordnung der Einkäufe zu einzelnen Haushalten oder Personen möglich war.
Die GfK konnte somit ermitteln, wie die getesteten Produkte von den Kunden angenommen wurden. Die Erfahrungen, die die GfK hier machte, stimmten zu 90 Prozent mit späteren Marktdaten überein.
Ausgewählt wurde Haßloch deshalb, weil dieser Ort eine Bevölkerungsstruktur aufweist, die nach verschiedenen Kriterien dem deutschen Durchschnitt sehr nahe kommt – etwa in der Altersstruktur und den sozialen Schichten. Auch nimmt Haßloch eine Mittelstellung zwischen städtischer und dörflicher Struktur ein.
Ende 2021 wurde der Testmarkt beendet. Die GfK ersetzte ihn durch softwarebasierte Marktforschung mit zahlreichen weltweiten Datenpartnern.

### Verkehr

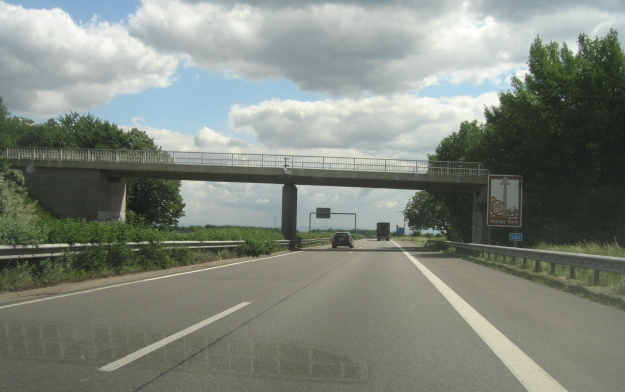
Bundesautobahn 65 auf der Gemarkung von Haßloch

Der Nahverkehr ist in den Verkehrsverbund Rhein-Neckar integriert.
1843 wurde mit dem Bau der Pfälzischen Ludwigsbahn Ludwigshafen–Bexbach begonnen, durch die Haßloch 1847 Eisenbahnanschluss erhielt. Aus dieser ging später die Bahnstrecke Mannheim–Saarbrücken hervor. Der Bahnhof Haßloch (Pfalz) befindet sich am nördlichen Ortsrand. Da das ursprüngliche Empfangsgebäude im Zweiten Weltkrieg in Mitleidenschaft gezogen worden war, wurde es 1961 durch ein neues ersetzt. Die S-Bahn Linien S1, S2, sowie am Morgen und Abend die S3 und S4, fahren in den Hauptverkehrszeiten alle 30 Minuten vom Haßlocher Bahnhof ab.
Die Buslinie 571 verbindet die Gemeinde mit Ludwigshafen am Rhein und die Buslinie 573 mit Speyer.
Die Bundesautobahn 65 liegt an der nördlichen Ortsgrenze, von dort sind es rund 25 Kilometer bis nach Ludwigshafen, Mannheim und Heidelberg. Durch Haßloch verlaufen außerdem die Landesstraßen 529, 530 und 532.
Etwa 2 Kilometer südöstlich des Zentrums liegt das Segelfluggelände Haßloch.

### Öffentliche Einrichtungen
Für die Bürger Haßlochs steht in der Woche das Bürgerbüro für alle Fragen und Anträge zur Verfügung. Haßloch verfügt zudem über eine Polizeistation.

### Bildung

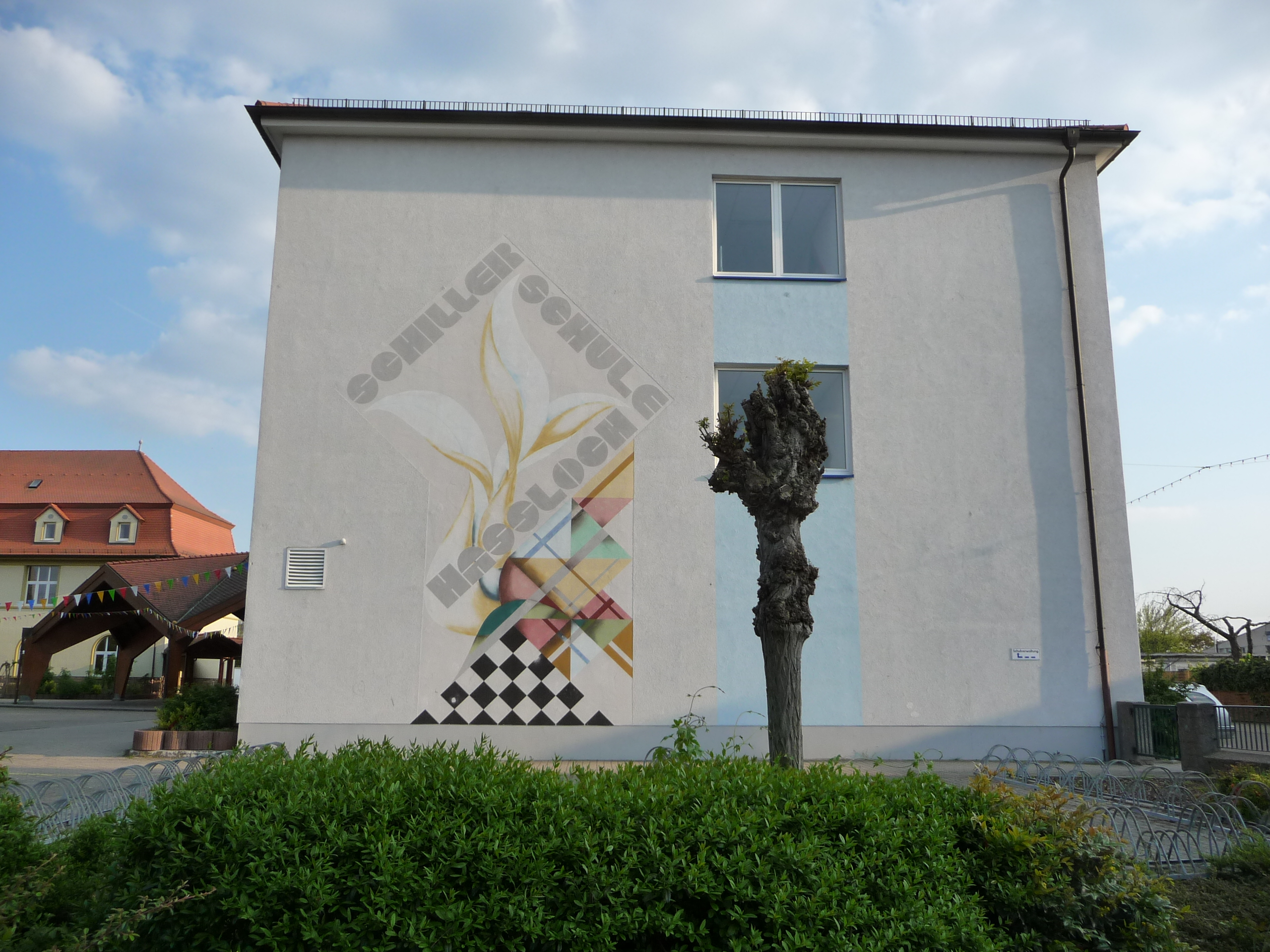
Schillerschule

Haßloch verfügt in Relation zu seiner Größe, über zahlreiche Bildungseinrichtungen. Mit der Ernst-Reuter-Schule und der Schillerschule existieren zwei Grundschulen.
Die weiterführende Schulen sind die Siebenpfeiffer Realschule plus und Fachoberschule Haßloch sowie das Hannah-Arendt-Gymnasium. Die Gottlieb-Wenz-Schule ist eine Schule mit dem Förderschwerpunkt „Lernen“. Zudem gibt es vor Ort eine Volkshochschule und eine Musikschule.

### Tourismus
Haßloch liegt am Kraut-und-Rüben-Radweg. Durch den Süden der Gemeindegemarkung verläuft der von Lambrecht nach Speyer führende Palatia-Radweg sowie ein Wanderweg, der mit einem weiß-roten Balken gekennzeichnet ist und stellt die Verbindung mit Kaiserslautern sowie Neustadt an der Weinstraße und Speyer her. Näher am Siedlungsgebiet verläufen ein Wanderweg, der mit einem grün-gelben Kreuz markiert ist und der eine Verbindung mit Oberbexbach sowie Rheingönheim herstellt sowie einer, der mit einem weiß-blauen Balken gekennzeichnet ist und von Battenberg bis nach Wörth am Rhein führt.

### Energie
Haßloch ist Standort von zwei Windkraftwerken des Typs Fuhrländer FL MD/77 mit einer Gesamtleistung von 3 MW. Die Gesamthöhe dieser Anlagen beträgt 135 Meter.

## Persönlichkeiten

### Ehrenbürger
- 2001: Kurt Flockert, Bürgermeister a. D. von Haßloch[33]
- 2005: Gérard Martin, Bürgermeister a. D. der Partnergemeinde Viroflay[33]
- 2015: Gabrielle Bouyssou, Stadträtin a. D. von Viroflay[33]

### Söhne und Töchter der Gemeinde
- Johann Heinrich Fäsi (1659–1745), evangelischer Geistlicher in Zürich
- Philipp Hügly (1879–1963), Politiker (SPD, USPD, KPD)
- Wilhelm Kissel (1885–1942), Automobilpionier
- Theo Siegle (1902–1973), Bildhauer
- Hans Dambach (1915–1944), SS-Funktionär
- Otto Hoos (1921–2003), Politiker (SPD)
- Theo Becker (1927–2006), Önologe, war drei Jahrzehnte lang Großmeister der Weinbruderschaft der Pfalz.
- Arno Scheurer (1928–2016), Organisator von Großveranstaltungen (Olympische Spiele, Rheinland-Pfalz-Tage etc.)
- Hugo Wehr (1928–2000), Orgelbauer
- Helma Schmitt (* 1931), Politikerin (CDU)
- Gerhard Deyerling (1936–2020), Leichtathlet (Weitspringer)
- Reinhard Ritter (* 1948), Geräteturner
- Jürgen Hahn (* 1950), Handballspieler und Handballtrainer
- Rudolf Roth (* 1951), Jazzmusiker
- Werner Heck (* 1955), Fußballspieler
- Lothar Lorch (* 1957), Politiker (CDU), von 2013 bis 2020 Ortsbürgermeister
- Peter Stuhlfauth (* 1961), Politiker (AfD)
- Rüdiger Schulze (* 1962/63), Handballspieler
- Guido Schäfer (* 1964), Sportredakteur und ehemaliger Fußballspieler
- Eduard Ohlinger (1967–2004), Gewichtheber und Olympiateilnehmer
- Daniela Gaß (* 1980), Radsportlerin

### Personen, die vor Ort gewirkt haben bzw. wirken
- Ruth Barwinske (1926–2005), Hochseilartistin Camilla Mayer, starb in Haßloch.
- Gabriele Biebinger, Trägerin des Verdienstordens des Landes Rheinland-Pfalz
- Guido Dieckmann (* 1969), Autor, lebt vor Ort.
- Hanns Uwe Gebhardt Politiker (SPD), Ortsbürgermeister von 1996 bis 2004
- Stefan Gillich (1932–2019), Politiker (CDU), saß zeitweise im Gemeinderat und war dort Fraktionsvorsitzender.
- Johann Michael Hartung (1708–1763), Orgelbaumeister, baute 1751 die Orgel in Haßloch.
- Wolfgang Hubach (* 1934), Zeitgeschichtler, Heimatforscher, Hrsg. der Haßlocher Heimatblätter, lebt vor Ort.
- Hans-Ulrich Ihlenfeld (* 1963), Landrat, war Ortsbürgermeister von 2004 bis 2013.
- Heinrich Jacqueré (1808–1884), war zuletzt Pfarrer vor Ort.
- Katrin Keßler (* 1967), Allgemeinmedizinerin und Autorin von Büchern der Grundschulpädagogik, eröffnete 2017 eine hausärztliche Praxis vor Ort.
- Jakob Klaus (1788–~1855), Barbier aus Haßloch, war Verfasser eines Memoirenwerks über seine Teilnahme an den Napoleonischen Kriegen auf der Iberischen Halbinsel.
- Torsten Lieberknecht (* 1973), Fußballspieler und -trainer, spielte in seiner Jugend beim FV 1921 Haßloch und beim 1. FC 08 Haßloch.
- Franz Lind (1900–1967), Bildhauer und Maler, gestaltete 1958 das Kriegerdenkmal auf dem Friedhof.
- Antonio Metzner (* 1996), Handballspieler
- Tobias Meyer (* 1979), ist seit 2020 Bürgermeister von Haßloch.
- Gabi Michael, Politikerin, Mitglied der 10. Bundesversammlung
- Natalia Osada (* 1990), Reality-TV-Teilnehmerin, partizipierte 2014 am „Don’t Stop the Action“-Experiment von Galileo im Holiday-Park.
- Rudi Otterstätter (1932–2016), Träger des Verdienstordens des Landes Rheinland-Pfalz
- Siegfried Perrey (1915–1984), deutscher Handballspieler und Sportfunktionär, war Mitorganisator der Olympischen Spiele München 1972.
- Hans-Siegfried Röbel (1927–2004), gewann 1983 beim Daniel-Henry-Kahnweiler-Preis in der Rubrik „Förderpreis“.
- Werner Schröter (* 1944), pfälzischer Politiker (SPD) und ehemaliger Ringer, ist in Haßloch aufgewachsen.
- Ronny Weller (* 1969), Haßlocher Gewichtheber bei den Olympischen Spielen

### Monografien (in chronologischer Reihenfolge)
- Gottlieb Wenz: Beiträge zur Geschichte der Pflege Hassloch. I. Theil. Kranzbühler, Neustadt a. d. H. 1896. 76 S. Digitalisat
- Gottlieb Wenz: Beiträge zur Geschichte der Pflege Hassloch, nämlich der Dörfer Hassloch, Böhl und Iggelheim. II. Theil. Kranzbühler, Neustadt a. d. H. 1902. 80 S. Digitalisat
- Gottlieb Wenz: Beiträge zur Geschichte der Pflege Hassloch. Paul Curth, Haßloch 1925. Unveränd. Nachdruck: Englram, Haßloch 1985. 303 S. OCLC 74850021
- Gustav Flott (Hrsg.): Haßloch im Wandel der Zeit. [Bildband]. Foto-Flott, Haßloch/Pfalz 1976.
- Erwin Thiel: Haßlocher Chronik. Eine Gemeinde zwischen Rhein und Haardt. Englram, Haßloch/Pfalz 1977, OCLC 313784412
- Peter Karn, Rolf Mertzenich: Denkmaltopographie Bundesrepublik Deutschland. Kulturdenkmäler in Rheinland-Pfalz. Kreis Bad Dürkheim 13.1 = Stadt Bad Dürkheim, Gemeinde Hassloch, Verbandsgemeinden Deidesheim, Lambrecht, Wachenheim. Wernersche Verlagsgesellschaft, Worms 1995, ISBN 978-3-88462-119-6.
- Joachim Kuntz: Der Gemeindewald von Hassloch. Ein Beitrag zur Geschichte des Kommunalwaldes in Rheinland-Pfalz mit wirtschaftlichem Schwerpunkt (= Forstgeschichte in Rheinland-Pfalz, Nr. 2). Arbeitskreis Forstgeschichte in Rheinland-Pfalz, Haßloch 1995, 291 (26) S., OCLC 75816250
- Gemeindeverwaltung Haßloch (Hrsg.): 1400 Jahre Hasalaha. 600 – 2000. Englram & Partner, Haßloch 2000–2001.
  - Beckmann, Hugo: Wie alt ist Haßloch wirklich? (= Beiträge zur Geschichte von Haßloch. Band 1). Englram & Partner, Haßloch 2000, OCLC 76301151
  - Jutta Meyer, Arno Scheurer: Haßlocher Profile – Künstler + Sportler (= Beiträge zur Geschichte von Haßloch. Band 2). Englram & Partner, Haßloch 2000, OCLC 76301520
  - Von den Anfängen bis 1850. Zusammenstellung und Bearbeitung: Bernd H. Ruckdeschel (= Beiträge zur Geschichte von Haßloch. Band 3). Englram & Partner, Haßloch 2000, OCLC 313510155
  - Von 1850 bis zum Jahr 2000. Zusammenstellung und Bearbeitung: Bernd H. Ruckdeschel (= Beiträge zur Geschichte von Haßloch. Band 4). Englram & Partner, Haßloch 2001, OCLC 313932332
  - S' Großdorf feiert. 1400 Jahre Hasalaha – Haßloch. 600 – 2000. Bildband zum Jubiläumsjahr. Fotos: Volker Rust [u. a.] Textbeiträge: Bernd H. Ruckdeschel. Englram & Partner, Haßloch 2000, OCLC 1071572753.
- Freundeskreis Heimatmuseum Haßloch (Hrsg.): Jüdisches Leben in Haßloch. Mit Beiträgen von Johannes Theisohn [u. a.] (= Beiträge zur Geschichte von Haßloch. Band 9). Freundeskreis „Heimatmuseum Haßloch“, Haßloch 2008, ISBN 9783926775566.
- Literatur über Haßloch in der Rheinland-Pfälzischen Landesbibliographie

### Schriftenreihen, Zeitschriften
- Heimatmuseum Haßloch (Hrsg.): Haßlocher Heimatblätter. Mitteilungen des Heimatmuseums Haßloch. Redaktion: Wolfgang Hubach. Haßloch, Heimatmuseum 1.2004=1 - [Inzwischen sind 151 Hefte erschienen.[34] Stand: Mai 2025].
- Heimatmuseum Haßloch (Hrsg.): Jahresrückblicke … bis … für ehemalige Haßlocher im Ausland. Heimatmuseum Haßloch, Haßloch 1999/2008-. [Einzelne Bände zugleich Bände von: Haßlocher Heimatblätter].